# Antonio Solá
Antonio Solá Llansas (en catalán: Antoni Solà i Llansas) (Barcelona, 29 de marzo de 1780-Roma, 10 de junio de 1861) fue un escultor español, perteneciente al estilo neoclásico.

## Biografía
Era el quinto hijo de Antonio Solá, ebanista de profesión, y de Francesca Llansas. Aunque se sintió atraído por el dibujo, tuvo que luchar con los deseos de su padre de que se dedicara al comercio y emigrara a América. Finalmente logró convencer a su padre y se matriculó con doce años en la Escuela Gratuita de Dibujo, instituida en Barcelona por la Junta de Comercio en 1775. 

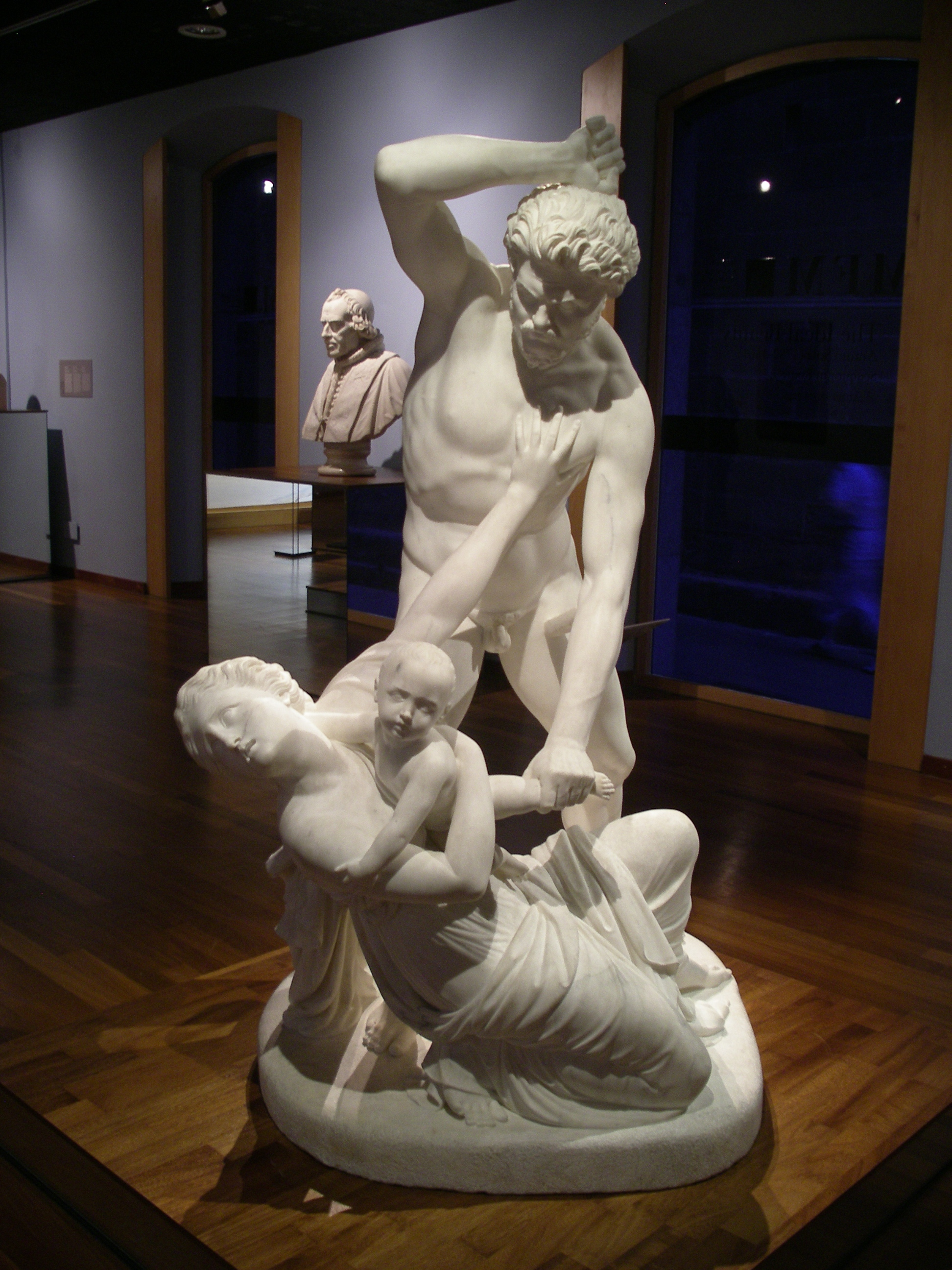
Matanza de los inocentes (1834), Real Academia Catalana de Bellas Artes de San Jorge, Barcelona.

A los dieciséis años se presentó al concurso de premios generales trienales de la Academia de Bellas Artes con un bajorrelieve, cuyo tema era Lot  recibe en la puerta de su casa a los Ángeles del Señor, y ganó. Con dieciocho años empezó a trabajar con Francisco Bover en la realización de diversas estatuas en mármol para un jardín, trabajando para él dos años sin recibir salario alguno. En 1801, con veintiún años, se presentó a un premio de la Junta de Comercio dotado con una pensión de escultura en Roma por cuatro años, y lo obtuvo. La Real Academia de San Fernando de Madrid, a la que se sometían las restantes academias de España, se reservaba un segundo juicio de las obras de los concursos para las pensiones de los jóvenes artistas, y con tal motivo se mandaron a Madrid todas las obras del concurso, y la Real Academia, de todo el concurso de la Junta de Comercio de Barcelona, sólo aprobó el premio de Antonio Solá.
Cuando estaba dispuesto a salir para Roma con su pensión, surgió un imprevisto. La Corte eligió Barcelona para celebrar las bodas del príncipe de Asturias (más tarde Fernando VII) con una princesa de Nápoles y del príncipe heredero de Nápoles (más tarde Francisco I) con Isabel de Borbón, infanta de España. La Junta de Comercio de la que Solá era pensionado le obligó a quedarse y le mandó realizar varias estatuas: dos sirenas de mármol de tamaño natural, para decorar unos arrecifes que servían de pedestal a una estatua de Neptuno (Nereidas de la Lonja de Mar); dos retratos colosales en bajorrelieve para colocarlos en el frontispicio del edificio de la Casa del Consulado; y una estatua al natural, hecha en piedra arenisca, que representa un tritón montado sobre un caballo marino, pensada para ser surtidor de una fuente. Terminados estos trabajos y celebrados los esponsales, Solá salió de Barcelona y llegó a Roma el 3 de mayo de 1803.
Trabajó prácticamente el resto de su vida en Roma y allí falleció. En 1808 fue encarcelado brevemente, al igual que otros artistas españoles, por haberse negado a reconocer a José Bonaparte como rey. Años después realizó para el XIII duque de Alba, Carlos Miguel Fitz-James Stuart, una estatua de Meleagro ahora conservada en la residencia ducal madrileña, el palacio de Liria. Otras de sus obras más reconocidas son el grupo escultórico de Daoíz y Velarde en la plaza del Dos de Mayo de Madrid, y el Monumento a Cervantes, fundido en bronce, que preside la plaza de las Cortes enfrente de la sede del Congreso de los Diputados.
Propuesto por Canova y Thorvaldsen, Solá fue miembro de la Academia romana de San Lucas, de la que llegaría a ser presidente entre los años 1837 y 1840. Fue, junto a Thorvaldsen, el único extranjero que llegó a ostentar dicho cargo. En 1846 fue nombrado escultor de cámara honorario de la reina Isabel II y miembro de la Real Academia de Bellas Artes de San Fernando de Madrid y de la de Florencia. Colaboró en la importación desde Italia de las Pinturas murales de la Capilla Herrera, que llegaron a España en 1851. Falleció en Roma el 10 de junio de 1861.

## Obras destacadas

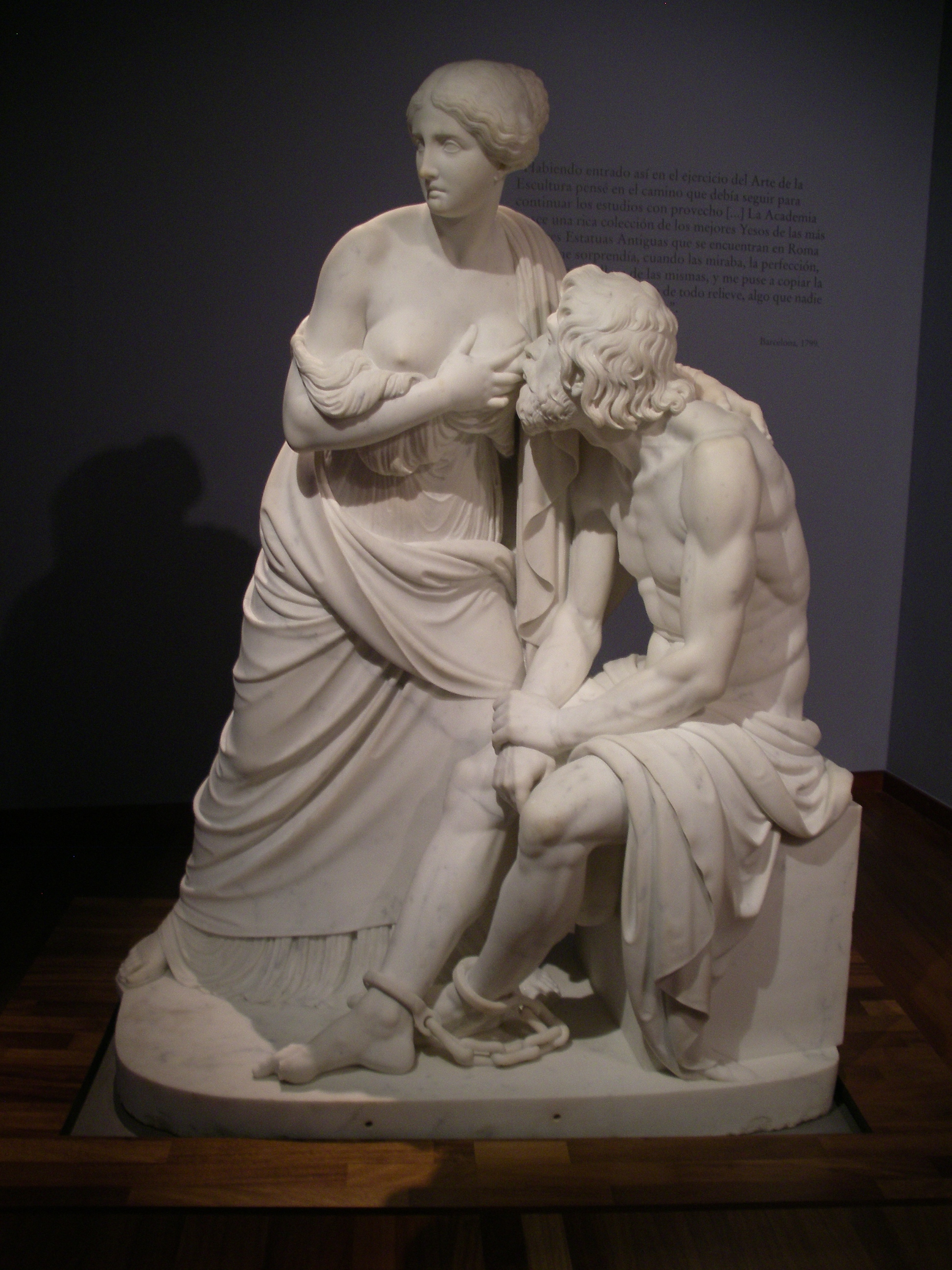
La Caridad romana (1851), Museo del Prado, Madrid.

- 1801: Eneas y la Sibila de Cumas. Real Academia Catalana de Bellas Artes de San Jorge y Museo Frederic Marès, Barcelona.
- 1802: Nereida (2). Fuente del patio de la Casa Lonja de Mar, Barcelona.
- c. 1810: Orestes atormentado por las Furias. Real Academia Catalana de Bellas Artes de San Jorge, Barcelona.
- 1815: Busto de Pío VII. Museo de Bellas Artes de Asturias, Oviedo.
- 1817: Ceres coronada de espigas.
- 1820: Minerva.
- 1830: Grupo de Daoiz y Velarde. Plaza del Dos de Mayo en Madrid.[2]
- 1834: Matanza de los Inocentes. Real Academia Catalana de Bellas Artes de San Jorge, Barcelona.
- 1835: Sepulcro de Félix de Aguirre. Iglesia de Montserrat en Roma.
- 1835: Estatua de Miguel de Cervantes. Realizada en bronce. Ubicada en la Plaza de las Cortes en Madrid, enfrente del Congreso de los Diputados.
- 1839: Niños jugando con una mariposa. Museo Frederic Marès. Barcelona.
- 1841: Sepulcro de San Juan Pignatelli. Roma.
- 1850: Estatua de Blasco de Garay. Realizada en mármol. Colección Real. No expuesta.
- 1850: Autorretrato. Accademia di San Luca. Roma.
- 1851: La Caridad romana. Museo del Prado. Madrid.
- 1856: Busto del Duque de Rivas.
- Sepulcro de Pedro de Quevedo y Quintano. Catedral de Orense.